# حصار سبورغان
حصار سبورغان هي قرية في مقاطعة أرومية، إيران. عدد سكان هذه القرية هو 141 في سنة 2006.